# Ласточкин хвост (флаг)

Форма флага с ласточкиным хвостом.

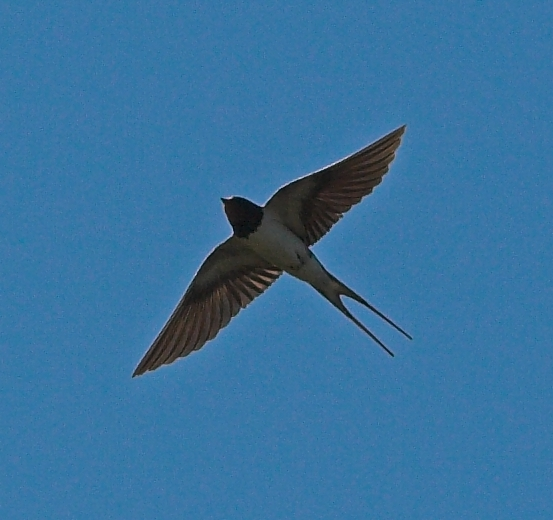
Ласточка в полёте. Обратите внимание на форму его хвоста.

Ласточкин хвост (флаг с двумя косицами, с двумя откосами) — в вексиллологии название флага с треугольным вырезом, из-за чего противоположный от древка конец флага (по свободной кромке) похож на хвост ласточки. Небольшой флаг с вырезом в виде ласточкина хвоста называется гвидон.

Морской сигнальный флаг для обозначения буквы "А"
Военно-морской флаг Германии
Трокская хоругвь Великого княжества Литовского
флаг исторической области Гольштейн